# أنكاثي
الأنكاثي (الاسم العلمي:Ancathia) هي جنس نباتي يتبع فصيلة النجمية من رتبة النجميات.